# Бояри (Вілейський район)
Бояри (біл. вёска Баяры) — село в складі Вілейського району Мінської області, Білорусь. Село підпорядковане Іллінській сільській раді, розташоване в північній частині області.

## Історія
З 1793 після другого розділу Речі Посполитої Бояри, як і вся Вілейщина, входила до складу Російської імперії, був утворений Вілейський повіт у складі спочатку Мінської губернії, а з 1843 — Віленської губернії.
У 1921—1945 роках застінок знаходилось у Польщі, у Вільнюськім воєводстві, Вілейського повіту, у гміні В'язинь.

## Населення
- 1921 рік — 127 людини, 19 будинків[2]
- 1931 рік — 172 людини, 29 будинків[3].